# Segona circumscripció dels Pirineus Orientals
La segona circumscripció dels Pirineus Orientals és una de les 4 circumscripcions electorals per a l'Assemblea Nacional Francesa que componen el departament dels Pirineus Orientals (66) situat a la regió d'Occitània.

## Composició
El segon districte dels Pirineus Orientals és limitada per les fronteres electorals de la llei núm 86-1197 de 24 de novembre de 1986, que inclou:
- cantó de la Costa Radiant,
- cantó de la Tor de França,
- cantó de Perpinyà-1,
- cantó de Ribesaltes,
- cantó de Sant Llorenç de la Salanca,
- cantó de Sant Pau de Fenollet,
- cantó de Sant Esteve del Monestir,
- cantó de Sornià.

## Diputats elegits
| Període                                  | Identitat      | Partit |
| ---------------------------------------- | -------------- | ------ |
| 1988-1993                                | Pierre Estève  | PS     |
| 1993-1997                                | André Bascou   | RPR    |
| 1997-2002                                | Jean Codognès  | PS     |
| 2002-2007                                | Arlette Franco | UMP    |
| 2007-2010                                | Arlette Franco | UMP    |
| 2010-2017                                | Fernand Siré   | UMP    |
| 2017-                                    | Louis Aliot    | FN     |
| les dades anteriors no són pas conegudes |                |        |
|                                          |                |        |